# Titularbistum Hierocaesarea
Hierocaesarea (ital.: Gerocesarea) ist ein Titularbistum der römisch-katholischen Kirche.
Es geht zurück auf ein früheres Bistum in der antiken Stadt Hierokaisareia in der kleinasiatischen Landschaft Lydien im Westen der heutigen Türkei. Das Bistum gehörte der Kirchenprovinz Sardes an.
| Titularbischöfe von Hierocaesarea |                                             | |                    |                   |
| Nr.                               | Name                                        | Amt                                                                                                   | von                | bis               |
| 1                                 | Louis-Joseph de Châteauneuf de Rochebonne   | Koadjutorbischof von Carcassonne (Königreich Frankreich)                                              | 4. März 1720       | 1. März 1722      |
| 2                                 | Santiago Hernández OP                       | Apostolischer Vikar von Osttonking (Kaiserreich Vietnam)                                              | 13. August 1757    | 6. Februar 1777   |
| 3                                 | Charles Berington                           | Apostolischer Koadjutorvikar und Apostolischer Vikar von Midland District (Königreich Großbritannien) | 2. Juni 1786       | 8. Juni 1798      |
| 4                                 | Gregory Stapleton                           | Apostolischer Vikar von Midland District (Vereinigtes Königreich von Großbritannien und Irland)       | 7. November 1800   | 23. Mai 1802      |
| 5                                 | Antonio Maria Trigona                       | Weihbischof in Catania (Königreich beider Sizilien)                                                   | 31. März 1806      | 28. Juli 1817     |
| 6                                 | José Maria Seguí OESA                       | Weihbischof in Manila (Spanisch-Ostindien)                                                            | 27. Juli 1829      | 5. Juli 1830      |
| 7                                 | John Bede Polding OSB                       | Apostolischer Vikar von Neuholland und Van-Diemens-Land (Australien)                                  | 3. Juli 1832       | 5. April 1842     |
| 8                                 | Luigi Bienna                                | Weihbischof in Otranto (Königreich beider Sizilien)                                                   | 21. April 1845     |                   |
| 9                                 | Désiré-François-Xavier Van Camelbeke MEP    | Apostolischer Vikar von Ost-Cochinchina (Kaiserreich Vietnam/Französisch-Indochina)                   | 15. Januar 1884    | 9. November 1901  |
| 10                                | Alessandro Beniamino Zanecchia-Ginnetti OCD | | 9. Juni 1902       | 18. Juni 1902     |
| 11                                | Giuseppe Astuni                             | Generalvikar des Bistums Castellammare di Stabia (Italien)                                            | 21. Januar 1903    | 21. Februar 1911  |
| 12                                | John Marie Laval                            | Weihbischof in New Orleans (USA)                                                                      | 11. September 1911 | 4. Juni 1937      |
| 13                                | Franz Justus Rarkowski SM                   | Militär- und Feldbischof der deutschen Wehrmacht im Militärordinariat (Deutschland)                   | 7. Januar 1938     | 9. Februar 1950   |
| 14                                | Timothy Phelim O’Shea OFMCap                | Apostolischer Vikar von Livingstone (Nordrhodesien/Föderation von Rhodesien und Njassaland)           | 24. Mai 1950       | 25. April 1959    |
| 15                                | Ernesto de Paula                            | emeritierter Bischof von Piracicaba (Brasilien)                                                       | 9. Januar 1960     | 31. Dezember 1994 |